# 劉易斯冰原島峰
85°40′S 88°5′W / 85.667°S 88.083°W
劉易斯冰原島峰（英語：Lewis Nunatak），是南極洲的冰原島峰，位於埃爾斯沃思地，屬於蒂爾山脈的一部分，處於戴維斯陡崖東南面19公里，以美國地質調查局的地質學家命名，現時由南極條約體系管理。